# Bani (Fluss)
Der Bani ist ein Fluss in Mali.

## Verlauf
Er ist ein rechter Nebenfluss des Niger mit einer Länge von 430 Kilometer. Er entsteht 100 Kilometer östlich von Bamako als Zusammenfluss der Flüsse Baoulé und Bagoé und mündet bei der Stadt Mopti in den Niger. 

## Wassermanagement
Jährlich überschwemmt der Fluss ein ansonsten wasserarmes Gebiet, in dem 500.000 Menschen leben. Es wird geplant, den Talo Dam, eine fünf Meter hohe und 295 Meter lange Staumauer in der Nähe der Stadt San in der Region Ségou zu bauen, um so das Flusswasser über das Jahr speichern zu können. Bei Hochwasser würde die Mauer überflutet und in der Trockenheit soll kontrolliert Wasser abgelassen werden. Bei den flussabwärts lebenden Bewohnern von beispielsweise Djenné führte der Plan zu heftigen Protesten.

## Geschichte
Bereits Herodot erwähnt den Bani als „schiffbaren Fluss“, den eine persische Delegation auf der Suche nach dem Goldland befahren habe.

## Hydrometrie
Die Durchflussmenge des Flusses wurde über 72 Jahre (1922–94) in Douna, einer Stadt in Mali, etwa 150 Kilometer flussaufwärts von der Mündung in den Niger gemessen. Die in Douna beobachtete mittlere Durchflussmenge betrug in diesem Zeitraum 513 m³/s.
- Diagrammdaten:
- Definition |
- Rohdaten |
- Hilfe